# 西班牙人民銀行
西班牙人民銀行（Banco Popular Español, S.A.，西班牙語發音：[ˈbaŋko popuˈlaɾ espaˈɲol]）是西班牙的一家大型銀行集團，除去全國性的西班牙人民銀行外，還擁有數家地區銀行和國外銀行。

## 历史
1926年以現名成立，2017年6月7日由桑坦德銀行以1歐元的象徵性價格收購。
桑坦德銀行将进行一次约70亿欧元的增资，以筹集加强西班牙人民銀行的负债表所需要的资金和准备金。

## 外部連結
- 官方网站
- Banco Popular France （页面存档备份，存于）